# Ярплунд-Вединг
Ярплунд-Вединг (нем. Jarplund-Weding) — посёлок в Германии, в земле Шлезвиг-Гольштейн. 
Входит в состав района Шлезвиг-Фленсбург. Подчиняется управлению Хандевит. Население 4433 чел. Занимает площадь 13,22 км². Официальный код  —  01 0 59 180.